# 血腥死亡营3：贫瘠荒地
《血腥死亡营3：贫瘠荒地》（英語：Sleepaway Camp III: Teenage Wasteland）是1989年的美國砍杀电影，也是《血腥死亡营》系列電影的第三部，由弗里茨·戈登編劇，邁克爾·A·辛普森執導，潘蜜拉·斯普林斯廷（飾安杰拉）、翠絲·格里菲斯、馬克·奧利佛和邁克爾·J·波拉德主演。故事發生在上一部電影所述事件一年後，再次讲述跨性別連環殺手安杰拉在另夏令營中杀害更多青少年的故事。
系列第四部名為《血腥死亡营4》的電影原定於1992年上映，但在拍攝不到40分鐘後公司破產後就停止了製作，隨後發行了这些镜头拼湊剪輯而成的DVD。2008年，第一部電影的直接續集《重回血腥死亡營》上映。

## 剧情
第二部电影的事件发生一年后，玛丽亚正准备去野营。突然，她被安杰拉驾驶的垃圾车追赶到一条小巷里碾压而死。安杰拉将玛丽亚的尸体扔到垃圾车里，然后冒充玛丽亚，登上前往新视野营地的巴士。
到达后，新闻记者陶尼·理查兹要求安杰拉给她一些可卡因，安杰拉却给了她一些清洁剂，她吸食后死亡。营员们安顿好后，营地辅导员赫尔曼和莉莉·米兰达以及警官巴尼·惠特莫尔将营员们分成三组。安杰拉被安排在与赫尔曼、“雪人”、彼得和简一组。
在露营时，安杰拉离开雪人和彼得去钓鱼，发现赫尔曼和简正在做爱，于是用棍子把他们俩都打死了。当天晚上，安杰拉在彼得的鼻子里塞了一个鞭炮，并把雪人和其他尸体一起活活烧掉。
第二天早上，安杰拉来到莉莉的露营地，博比、辛迪、里夫和阿拉伯正在那里露营。安杰拉说要和阿拉伯换帐篷，结果用斧头砍下了她的头。莉莉让营员们进行建立信任的练习，安杰拉厌倦了辛迪的抱怨和偏执行为，便将她绑在旗杆上，再让她从高处掉下摔死。杀死辛迪后，莉莉要她把垃圾袋扔掉，她的脑海中闪现出第二部中食堂的场景。安杰拉把莉莉引到厨房外面，再把她和垃圾埋在一起，最后用割草机碾过她的头。然后，安杰拉用钉子钉死了里夫，又把博比的手臂扯断了。
次日早上，安杰拉来到剩下的营地，巴尼、托尼、马西娅、安妮塔和格雷格正在那里露营。安杰拉告诉巴尼她要和马西娅帐篷。巴尼陪着她们，路上安杰拉假装脚伤了。当巴尼照顾安杰拉时，马西娅发现了莉莉的尸体。巴尼大喊让马西娅快跑。紧张的对峙之后，安杰拉开枪打死了巴尼。安杰拉追上了马西娅并抓住了她。
那天晚上，安杰拉把剩下的营员们绑在一起。她向他们展示了巴尼的尸体，并强迫他们在规定时间内找到马西娅所在的小屋。找到马西娅后，格雷格和安妮塔被陷阱杀害。安杰拉决定让马西娅和托尼活下去，但当安杰拉试图离开时，她被马西娅刺伤。
马西娅和托尼报了警，警察赶到营地，安杰拉被救护车送往医院，在车上她用注射器刺死了陪同的医护人员和警察。当救护车司机问发生了什么事时，安杰拉回答说“只是在处理事务”，影片结束。